# Ernst Gideon von Laudon
Pour les articles homonymes, voir Laudon.
Ernst Gideon Freiherr von Laudon (Laudohn ou Loudon), né le 13 février 1717 à Toce près de Ļaudona en Livonie et mort le 14 juillet 1790 à Nový Jičín en Moravie, était un maréchal au service de la monarchie de Habsbourg. Il fut l'un des hommes de guerre les plus habiles du XVIIIe siècle et reconnu comme son maître par Alexandre Souvorov.

## Les débuts

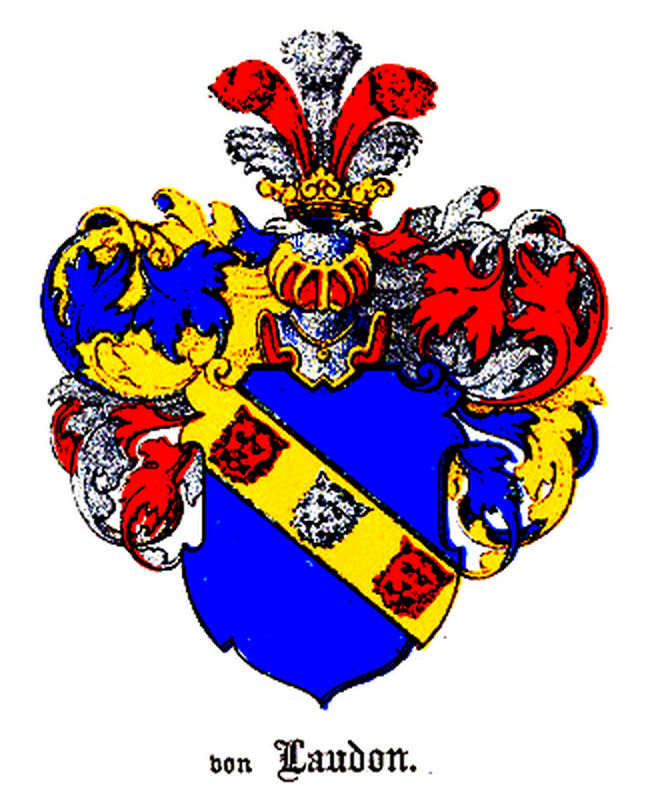
Les armoiries des Laudon.

Les Laudon ou Laudohn sont une famille noble des Germano-Baltes établie en Livonie depuis le XIIIe siècle ; ils s'attribuaient une parenté avec les comtes de Loudoun en Écosse, mais celle-ci n'est pas prouvée. L'ancienne résidence principale de la famille, le château de Ļaudona (Laudohn), fut construit vers l'an 1274 sur l'ordre des archevêques de Riga. Le manoir de Toce (Tootzen) voisin est attesté en tant qu'une propriété de la famille depuis le XIVe siècle.
Otto Gerhard von Laudon (1673–1732), père d'Ernst Gideon, avait obtenu le grade de lieutenant-colonel dans l'armée suédoise. La Suède ayant perdu ses provinces baltes lors de la Grande guerre du Nord et le traité de Nystad en 1721, les Laudon devinrent sujets du gouvernement de Livonie (Dominium maris baltici) au sein de l'Empire russe.
En 1732, Ernst Gideon von Laudon fut envoyé pour servir comme cadet dans l'armée russe. Il prit part au siège de Siège de Dantzig (1734), conduit par le maréchal Burckhardt Christoph von Münnich, à la marche d'un corps expéditionnaire russe sur le Rhin lors de la guerre de Succession de Pologne de 1735 et sur le Dniepr pendant la guerre russo-turque de 1735-1739.
Après la signature de la convention de Nyssa en 1739, entraînant la perte des territoires conquis, Gideon retourna à Saint-Pétersbourg en fureur. En 1741, il quitta l'armée russe et offrit ses services au roi prussien Frédéric le Grand, qui les refusa. Il se rendit alors à Vienne, où il s'engagea dans le corps franc des pandoures croates sous les ordres de Franz von der Trenck avec le grade de capitaine (Hauptmann).
Participant aux batailles de la guerre de Succession d'Autriche, ces francs-tireurs luttèrent contre l'armée prussienne ; en 1745, Gideon se battit dans les montagnes de Bohême pendant les guerres de Silésie, où il fit la preuve de son aptitude au commandement. Il participa également à la bataille de Soor le 30 septembre 1745 et a témoigné l'éclatante victoire de la cavalerie prussienne. 
Les actes de violence perpétrés par les francs-tireurs se multiplient et Laudon, appréciant peu le comportement de ses camarades de combat, finit par quitter Trenck et devint capitaine dans un régiment du district de Carlstadt aux confins militaires, elevé au rang de major. À Bunich, où il était cantonné, il fit construire une église et planta un chêne qui porte aujourd'hui son nom.

## La guerre de Sept Ans
Quand éclata la Guerre de Sept Ans, Ernst Gideon von Laudon avait atteint le grade le lieutenant-colonel. Cette guerre marqua pour lui le début de la gloire. Promu colonel, il se distingua à plusieurs reprises et, en 1757, il fut élevé au grade de Generalfeldwachtmeister et fut fait chevalier de l'Ordre de Marie-Thérèse qui venait d'être créé.
Au cours de la campagne de 1758, il combattit en tant que commandant en chef et manœuvra si bien qu'il contraignit Frédéric le Grand à lever le siège d'Olomouc et à se retirer en Bohême (bataille de Domašov, 30 juin) ; il en fut récompensé en obtenant le rang de Feldmarschall-Leutnant. Après la bataille de Hochkirch, où il s'illustra, l'impératrice Marie-Thérèse lui accorda le titre de Freiherr (baron) et l'empereur François, son époux, le fit entrer dans la noblesse titrée du Saint-Empire romain. Marie-Thérèse lui donna plus tard la Grande Croix de l'Ordre qu'elle avait fondé ainsi qu'un domaine près de Kutná Hora en Bohême.

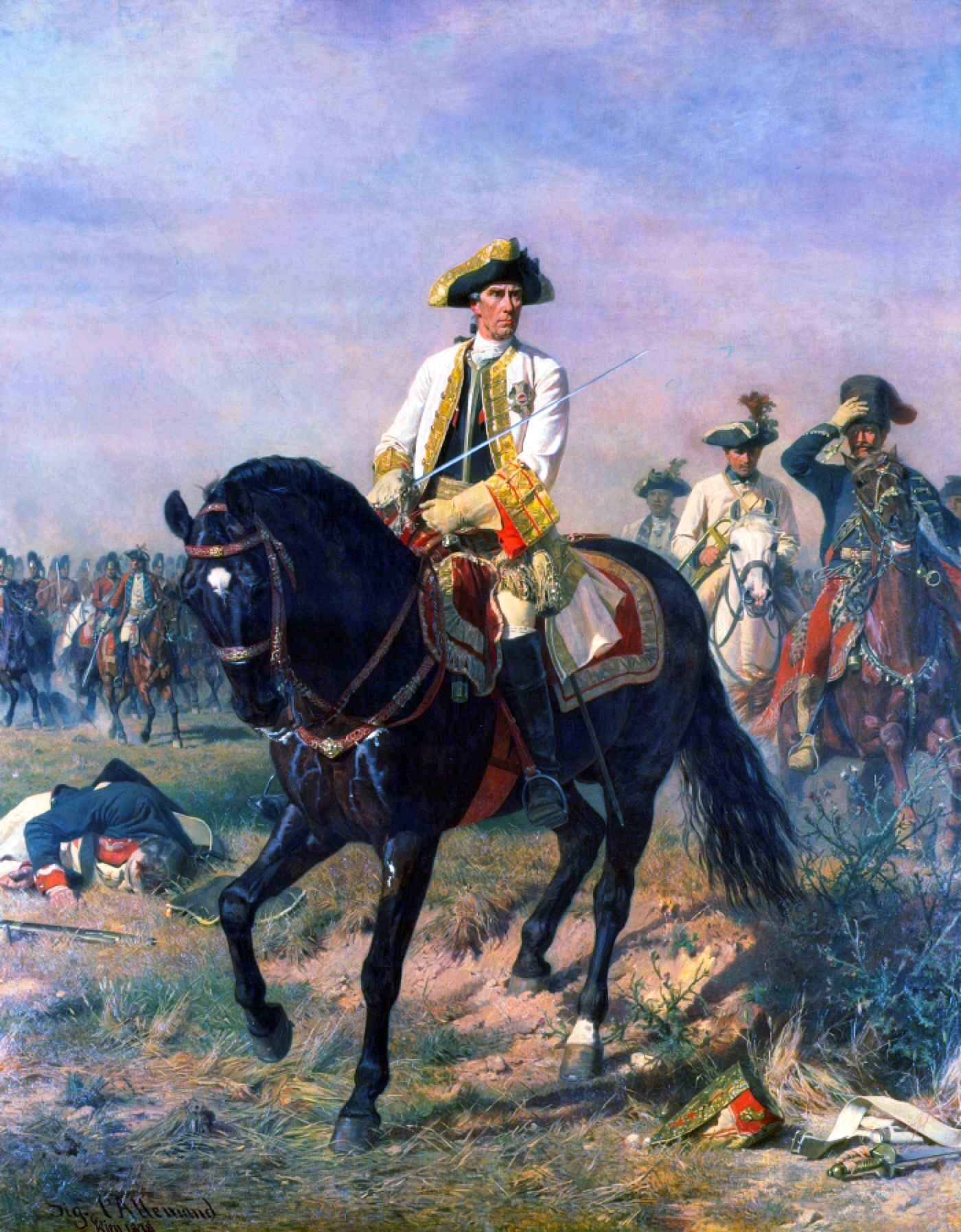
Gideon von Laudon monte sur le champ de bataille à Kunersdorf, peinture de Siegmund L’Allemand (1878).

Ernst Gideon von Laudon fut placé à la tête des troupes impériales qui se joignirent aux Russes sur l'Oder et il participa à la bataille de Kunersdorf sous les ordres du maréchal russe Piotr Saltykov ; la victoire l'éleva au grade de « Feldzeugmeister » (grand maître de l'artillerie) et il fut nommé commandant en chef de Bohême, de Moravie et de Silésie. 
En 1760, il détruisit une partie de l'armée prussienne à la bataille de Landshut et s'empara de l'importante forteresse de Glatz (Kłodzko). En revanche, le 15 août de la même année, il fut battu par Frédéric II à la bataille de Legnica ; cette défaite provoqua une controverse entre Laudon et les principaux commandants de l'armée, Daun et Lacy ; Laudon leur reprocha de ne pas l'avoir assez appuyé. 
En 1761, il conduisit des opérations en Silésie et persuada le général russe Boutourline de franchir l'Oder et de le rejoindre devant le camp retranché de Bunzelwitz (Bolesławice). Les Austro-Russes totalisaient 132 000 hommes contre les 58 000 soldats prussiens de Frédéric II, mais ils n'osèrent pas l'attaquer, les Russes craignant, non sans raisons, que leurs alliés ne leur laissent subir l'essentiel des pertes. Cependant, après le départ de Frédéric II, Laudon remporta une victoire le 1er octobre 1761 en s'emparant de la forteresse de Schweidnitz par un assaut rapide; ce succès brillant, remporté sans l'ordre du Haut conseil de guerre, fut critiqué et qualifié de "tour de Croate" par les ennemis de Laudon. Il continua à se battre ainsi jusqu'à la fin de la guerre de Sept Ans.

## Fin de carrière

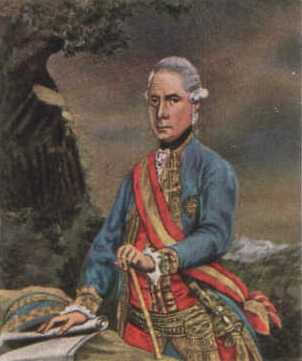
Le maréchal Ernst Gideon von Laudon, peinture anonyme, v. 1750

Après la guerre, Daun devint le commandant en chef de l'armée et Laudon dut jouer un rôle plus effacé. Frédéric le Grand, entre autres, lui offrit de le prendre à son service. Mais Laudon refusa cette offre comme les autres. Quand Lacy succéda à Daun en tant que chef du Conseil de guerre, Laudon devint inspecteur général de l'infanterie. Cependant, les deux hommes se heurtaient fréquemment et, quand l'Empereur Joseph II arriva sur le trône du Saint Empire (1765), Laudon se retira dans son domaine de Kutná Hora.
En revanche, en 1769, l'impératrice Marie-Thérèse et Kaunitz le rappelèrent et le nommèrent commandant en chef en Bohême et en Moravie. Laudon conserva ce poste pendant trois ans puis se retira de nouveau dans son domaine. Marie-Thérèse le persuada encore une fois de rester dans l'armée et, en 1776, comme la situation troublée de la Bohême avait diminué la valeur du domaine de Kutná Hora, l'impératrice le lui racheta à des conditions avantageuses. Laudon s'installa alors à Hadersdorf près de Vienne et, peu après, il fut promu au grade de maréchal.
En 1778, commença la guerre de Succession de Bavière. Joseph II, le fils de Marie-Thérèse, et Lacy se réconcilièrent avec Laudon. Lacy et Laudon commandèrent les deux armées engagées dans le conflit. Laudon y montra une valeur inférieure à sa réputation, tandis que Lacy, directement opposé à l'armée de Frédéric le Grand, eut l'occasion de s'illustrer. Après la guerre, Laudon vécut deux ans de tranquillité à Hadersdorf. 
Mais les revers des généraux impériaux lors de la guerre austro-turque de 1788-1791 le rappelèrent une dernière fois sur le champ de bataille. En 1789, il s'empara de la ville de Belgrade au terme d'un siège de trois semaines. 
Ernst Gideon von Laudon mourut en 1790 à Nový Jičín (Neu-Titschein) en Moravie, alors qu'il accomplissait encore son devoir de soldat. Sa dernière charge était celle de généralissime des forces armées impériales, fonction rétablie pour lui pour lui par le nouvel Empereur Léopold II et qui n'avait plus été exercée depuis Wallenstein et Tilly. Laudon fut enterré à Hadersdorf. 
Son neveu Johann Ludwig Alexander von Laudon (de) (1762-1822) servit d'abord dans l'armée russe, puis dans l'armée impériale à partir de la guerre de Succession de Bavière. Il combattit avec succès au cours des guerres révolutionnaires et des guerres napoléoniennes et fut élevé au rang de Feldmarschall-Leutnant. Il mourut dans son château à Hadersdorf.
Les symphonies no 48 et 69 de Joseph Haydn s'appellent Marie-Thérèse et Laudon.